# Чжэнъань
Чжэнъа́нь (кит. упр. 正安, пиньинь Zhèng'ān) — уезд городского округа Цзуньи провинции Гуйчжоу (КНР).

## География

### Климат
| Показатель                      | Янв.  | Фев.  | Март  | Апр. | Май  | Июнь | Июль | Авг. | Сен. | Окт.  | Нояб. | Дек.  | Год   |
| ------------------------------- | ----- | ----- | ----- | ---- | ---- | ---- | ---- | ---- | ---- | ----- | ----- | ----- | ----- |
| Абсолютный максимум, °C         | 8,6   | 8,3   | 19,7  | 28,9 | 33,2 | 34,7 | 38,2 | 37,3 | 32,3 | 24,0  | 16,2  | 9,6   | 38,2  |
| Средний максимум, °C            | −4    | −3,7  | 2,6   | 11,3 | 18,6 | 22,0 | 24,3 | 21,9 | 15,7 | 8,7   | 0,9   | −3    | 9,6   |
| Средняя температура, °C         | −6,5  | −6,7  | −1    | 6,7  | 13,2 | 17,0 | 19,2 | 17,0 | 11,3 | 5,6   | −1,2  | −5,2  | 5,8   |
| Средний минимум, °C             | −9,1  | −9,8  | −4,4  | 2,2  | 7,7  | 12,1 | 14,4 | 12,5 | 7,4  | 2,7   | −3,3  | −7,6  | 2,1   |
| Абсолютный минимум, °C          | −42,1 | −38,2 | −32,4 | −21  | −7,5 | −2,3 | 1,3  | −1,2 | −8,5 | −20,3 | −32,8 | −38,8 | −42,1 |
| Норма осадков, мм               | 52    | 41    | 35    | 37   | 49   | 80   | 85   | 82   | 68   | 71    | 55    | 52    | 707   |
| Источник: Погода и Климат Китая |       |       |       |      |      |      |      |      |      |       |       |       |       |

## История
Во времена империи Мин в 1601 году была создана Чжэньаньская область (真安州). Во времена империи Цин из-за практики табу на имена, чтобы избежать использования иероглифа «чжэнь», созвучного с личным именем нового императора, область была в 1724 году переименована в Чжэнъаньскую (正安州). После Синьхайской революции в Китае была проведена реформа структуры административного деления, в ходе которой области были упразднены, и поэтому в 1913 году Чжэнъаньская область была преобразована в уезд Чжэнъань.
В 1941 году северо-восточная часть уезда Чжэнъань была выделена в отдельный уезд Даочжэнь (道真县).
После вхождения этих мест в состав КНР в конце 1949 года был создан Специальный район Цзуньи (遵义专区), и уезд вошёл в его состав. В 1958 году к уезду Чжэнъань был присоединён уезд Даочжэнь, но в 1961 году он был воссоздан. В 1970 году Специальный район Цзуньи был переименован в Округ Цзуньи (遵义地区).
Постановлением Госсовета КНР от 10 июня 1997 года округ Цзуньи был преобразован в городской округ.

## Население
Основное население — ханьцы и мяо.

## Административное деление
Уезд делится на 13 посёлков, 4 волости и 2 национальные волости.

## Экономика

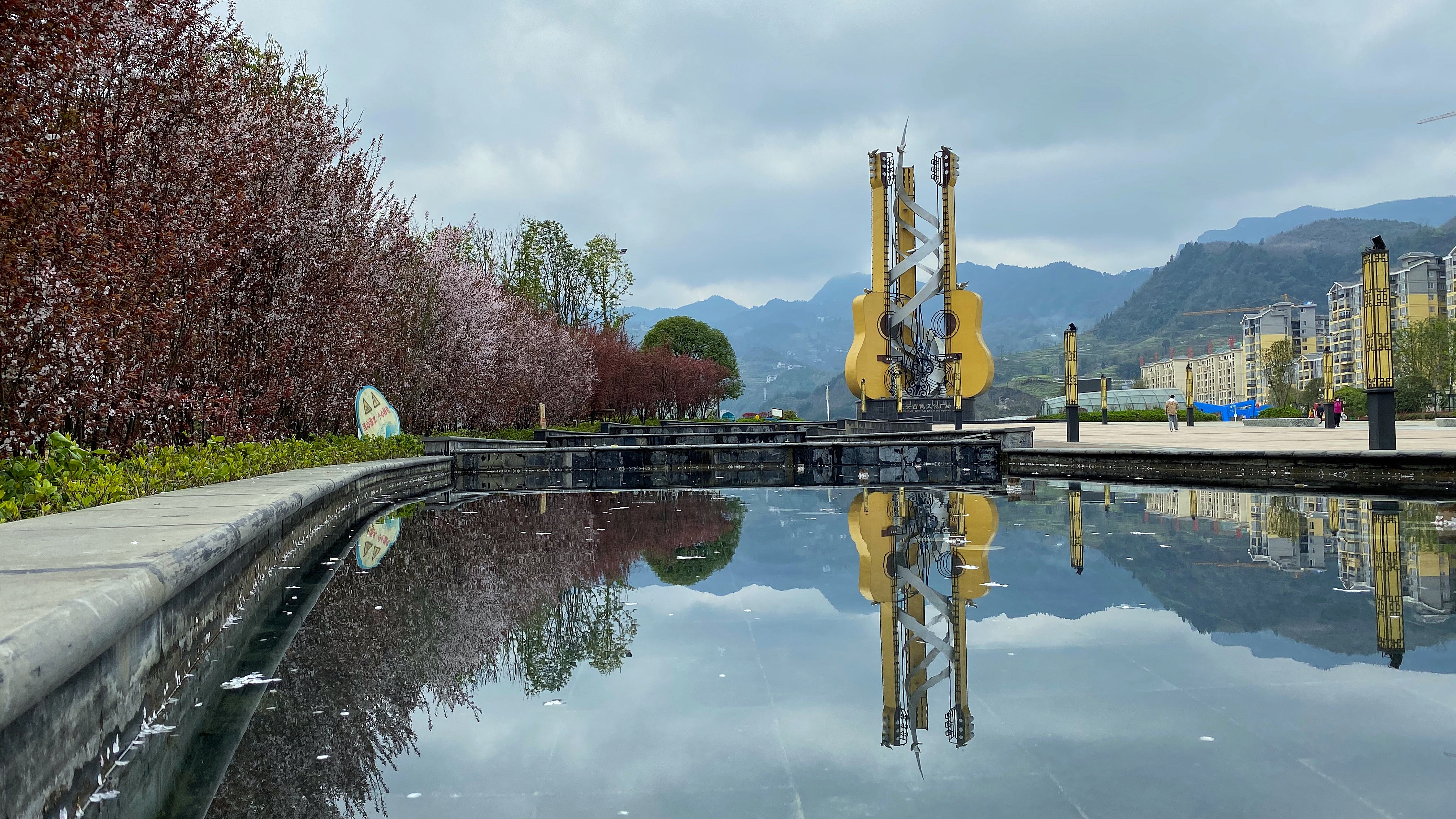
Гитарная площадь

Чжэнъань является крупнейшим в Китае центром по производству гитар (здесь изготовляют каждую седьмую гитару в мире). Производимые в уезде гитары экспортируются в более чем 40 стран и регионов мира. Индустриальный парк гитарной культуры, основанный в 2013 году, включает не только фабрики музыкальных инструментов, но и туристические объекты: Гитарную площадь, Гитарную улицу и Музей гитар. В 2022 году парк получил статус туристической достопримечательности национального уровня 4A.
В уезде развиты выращивание чая и бамбука, разведение кур, гусей и свиней. По состоянию на 2021 год общая площадь чайных плантаций Чжэнъаня составляла 310 тыс. му (206,67 кв. км.), а объём производства — 1,05 млрд юаней (164,56 млн долл. США).